# Sava
|  | No s'ha de confondre amb saba. |

El Sava és un gran riu navegable afluent del Danubi que flueix per les actuals Eslovènia, Croàcia, Bòsnia i Hercegovina i Sèrbia. Molts el consideren el límit nord dels Balcans. En temps de l'Imperi Romà l'anomenaren Savus (Σάος o Σάουος). En aquella època una part del riu feia de frontera entre el Nòric i Pannònia; la part baixa del riu corria per Pannònia i les principals ciutat eren situades a la seva vora com Síscia, Servítium i Sírmium.

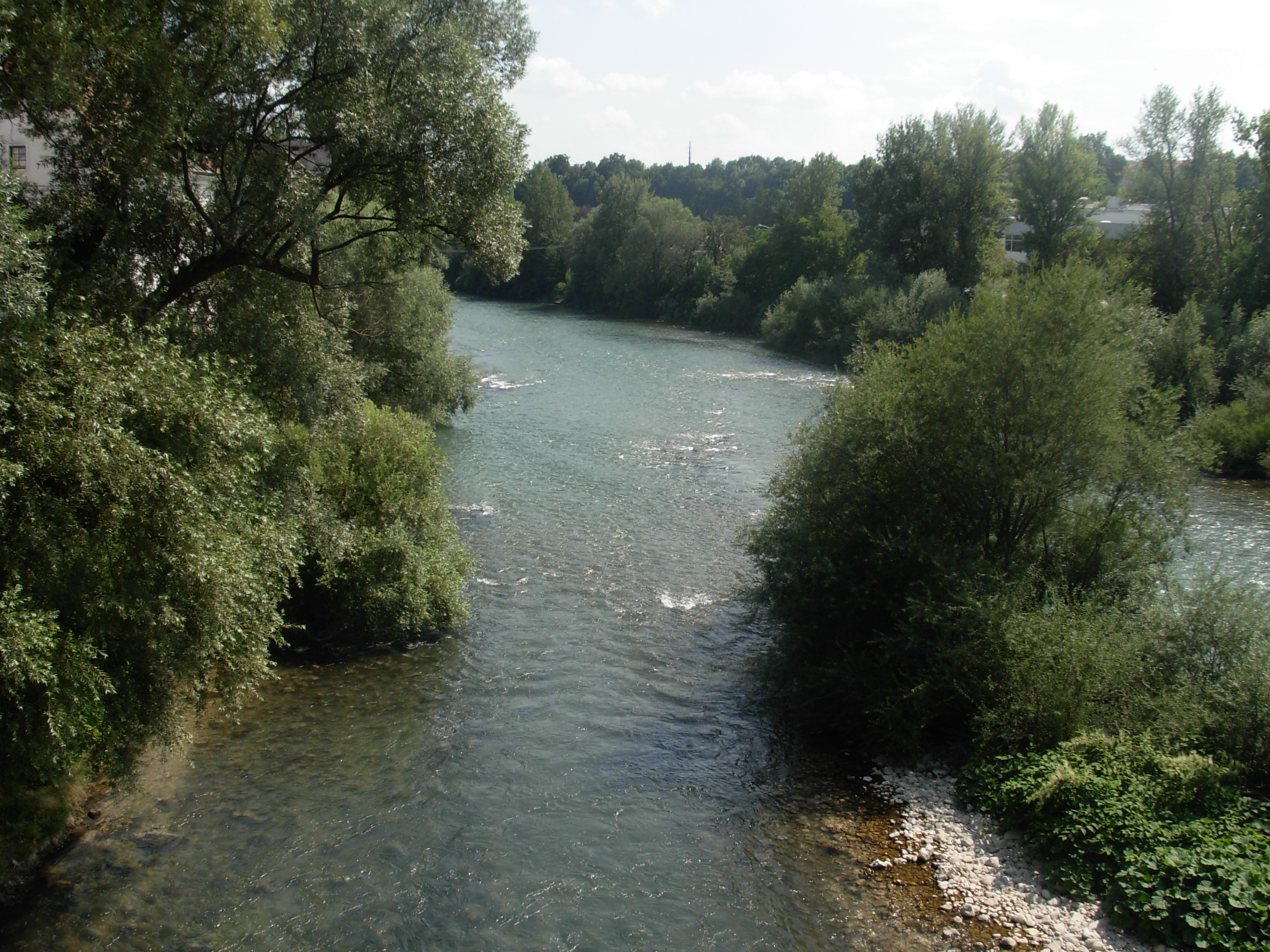
El curs alt del Sava, al seu pas per la ciutat eslovena de Kranj

El Sava té dues fonts principals, ambdues al nord-oest d'Eslovènia, als Alps Càrnics. L'origen del Sava Dolinka és a Zelenci a prop de Kranjska Gora. L'altra branca del riu neix com Savica ("petit Sava") i vessa al llac Bohinj, en sortir porta el nom de Sava Bohinjka. Les dues branques del riu conflueixen a Radovljica, i a partir d'aquest punt al riu ja se'l denomina Sava i les terres que l'envolten són la vall del Sava. Aquest corre en direcció a l'est paral·lel al Drave, que corre més al nord, desaiguant al Danubi a Singidúnum.
Els afluents més importants, des del naixement a la desembocadura, són els rius: Ljubljanica (que passa per Ljubljana), Savinja, Mirna, Krka, Sotla, Kupa, Lonja, Orljava, Bosut, Una, Vrbas, Ukrina, Bosna, Tinja, Lukovac, Drina i Kolubara.
Entre les ciutats banyades pel Sava hi ha Kranj, Zagorje ob Savi, Trbovlje, Hrastnik, Radeče, Sevnica, Krško i Brežice en Eslovènia; Zagreb, Sisak, Slavonski Brod i Županja en Croàcia; Bosanski Šamac i Brčko en Bòsnia i Hercegovina; Sremska Mitrovica, Šabac i Belgrad en Sèrbia.

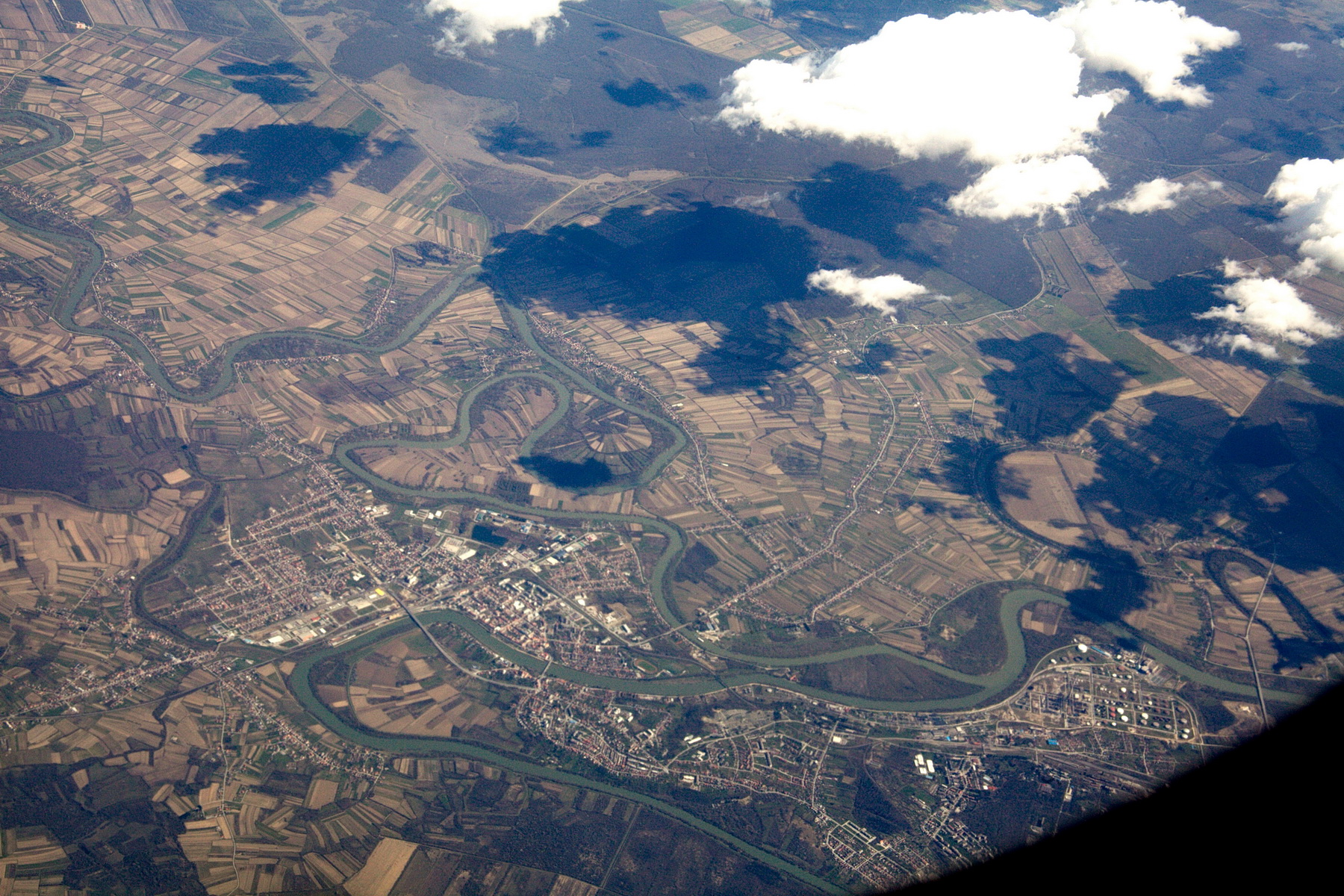
Vista aèria de Sisak amb els rius Sava (part superior),
Kupa (part inferior) i Odra (marge inferior esquerra)